# Zmienna (automatyka)
Zmienna – w teorii sterowania zmienne są to te wielkości, które zawierają informacje o zachowaniu się obiektu (stąd często mówi się o sygnałach związanych z obiektem).
Zmienne z zasady są funkcjami czasu, to znaczy sygnały reprezentujące te zmienne są pewnymi przebiegami czasowymi. Używa się też określenia współrzędne (obiektu) dla podkreślenia, że wielkości te określają warunki, w jakich obiekt znajduje się w danej chwili.
Rozróżnia się trzy podstawowe grupy zmiennych:
- Zmienne wejściowe (w tym zmienne sterujące i zakłócające) – to te zmienne, za pomocą których można oddziaływać na obiekt, reprezentują sterowanie (oddziaływanie celowe) lub zakłócenie (czynnik niepożądany); w niektórych przypadkach to rozróżnienie jest zbędne.
- Zmienne wyjściowe – reprezentują sygnały stanowiące jedyne źródło informacji o danym obiekcie.
- Zmienne stanu (obiektu) – są to zmienne wewnętrzne związane z istnieniem elementów magazynujących (takich jak sprężyna albo kondensator, które magazynują na przykład energię potencjalną czy kinetyczną), a więc ich liczba jest równa liczbie niezależnych elementów magazynujących. Elementy te zachowują się jak elementy całkujące (integratory). W ciągłych układach sterowania integratory służą jako urządzenia zapamiętujące, dlatego sygnały wyjściowe takich integratorów mogą być rozważane jako zmienne, które definiują wewnętrzny stan układu. W układach dynamicznych można wyróżnić przynajmniej jedną zmienną stanu, natomiast w układach statycznych nie można określić ani jednej zmiennej stanu, ponieważ nie posiadają one elementów magazynujących, a jedynie elementy rozpraszające energię. Układy dynamiczne o nieskończonej liczbie zmiennych stanu nazywa się układami o parametrach rozłożonych. Wybór zmiennych stanu jest w gruncie rzeczy arbitralny. Zbiór zmiennych stanu opisujący układ liniowy nie ma charakteru unikalnego – można wybrać inne zmienne i znaleźć transformację, która tak powstały zbiór łączy z poprzednim zbiorem (zobacz też: niejednoznaczność opisu równaniami stanu). Każdy taki zbiór będzie składał się ze składników liniowo niezależnych (zmienne stanu {\displaystyle x_{1},x_{2},\dots ,x_{n}} są liniowo niezależne, jeśli równanie {\displaystyle k_{1}x_{1}+k_{2}x_{2}+\ldots +k_{j}x_{j}+\ldots +k_{n}x_{n}=0} spełnione jest dla wszystkich {\displaystyle x_{j}} tylko, gdy każdy współczynnik {\displaystyle k_{j}=0}).

Liczba zmiennych nie jest w układzie w zasadzie niczym ograniczona (dąży się jednak do wprowadzania możliwie małej liczby istotnych zmiennych). W przypadkach, gdy układ ma wiele zmiennych mówi się o układzie wielowymiarowym (często, choć niekoniecznie, jest to też układ o wielu wejściach i/lub wielu wyjściach).
W układach wielowymiarowych często występują zmienne sprzężone. Ma się wówczas do czynienia:
- ze sprzężeniem zwrotnym od wyjścia do wejścia,
- ze sprzężeniem zwrotnym od stanu do wejścia,
- ze sprzężeniem zwrotnym od wyjścia do pochodnej stanu.

Cechą charakterystyczną wielowymiarowych układów regulacji jest występowanie w nich kilku (wielu) wielkości regulowanych, przy czym są one wzajemnie od siebie zależne, oraz istnienie tzw. sprzężeń skrośnych między układami regulacji poszczególnych zmiennych (na przykład w dwuwymiarowym układzie automatycznej regulacji prędkości i momentu obrotowego, zmiany wartości zadanej prędkości obrotowej powodują także zmiany momentu obrotowego; zmiany wartości zadanej momentu obrotowego powodują również zmiany prędkości obrotowej).
Układ, w którym występują oddziaływania skrośne (sprzężenia skrośne), takie że każde wejście oddziałuje na wszystkie wyjścia, można tak przekształcić by każda wielkość wejściowa oddziaływała tylko na jedną odpowiadającą jej zmienną wyjściową (jest to tzw. odsprzęganie). Odsprzęganie jednak w niektórych przypadkach prowadzi do utraty obserwowalności pewnych zmiennych – zmienne te stają się niestabilne.